# كأس إسكتلندا 1885–86
كأس اسكتلندا 1885–86 (بالإنجليزية: 1885–86 Scottish Cup)‏ هو موسم من كأس اسكتلندا. كان عدد الأندية المشاركة فيه 134، وفاز فيه نادي كوينز بارك.